# Il villaggio più pazzo del mondo (film 1940)
Il villaggio più pazzo del mondo (Li'l Abner) è un film del 1940 diretto da Albert S. Rogell.